# U.S. Highway 90

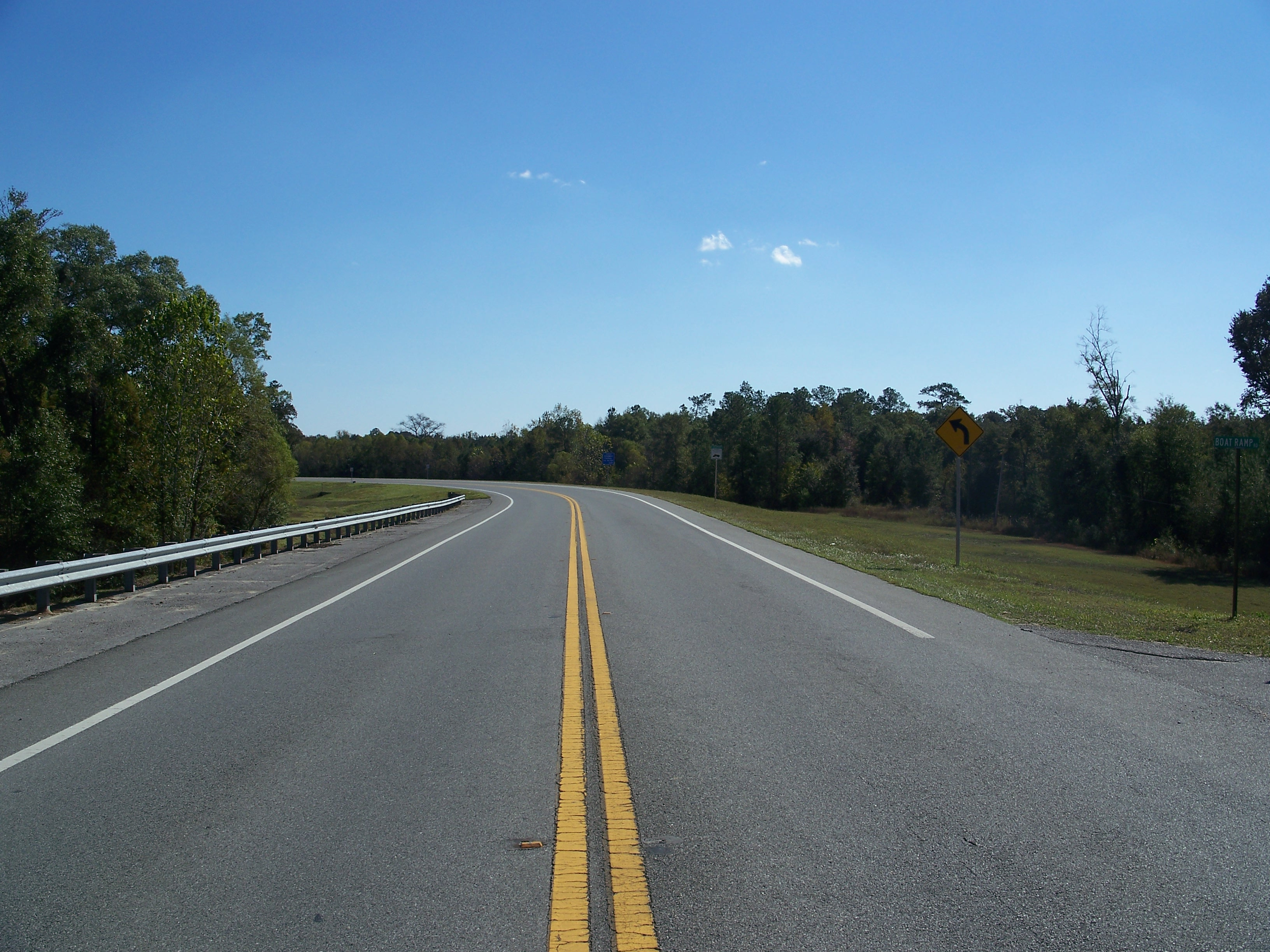
US 90 in Florida, zwischen Caryville und Westville

Der U.S. Highway 90 (auch U.S. Route 90, kurz US 90) ist eine wichtige von West nach Ost verlaufende Fernstraße. Der Highway ist 2628 km (1633 mi) lang und führt von Jacksonville Beach an der Atlantikküste Floridas nach Van Horn im westlichen Texas. Die Interstate 10 verläuft auf dem gesamten Streckenverlauf in unterschiedlichen  Abständen parallel zum Highway 90. Trotz der Ziffer „0“ in der Nummer ist der Highway keine Verbindung von Küste zu Küste.
Am östlichen Endpunkt des Highways 90 befindet sich die Einmündung in die Florida State Road A1A in Jacksonville Beach. Das westliche Ende bildet die Kreuzung mit der Interstate 10 und dem Texas State Highway 54 bei Van Horn in Texas.

## Verlauf

### Florida

Straßenschild in Florida vor 1993

Der Highway 90 beginnt in Jacksonville Beach an der Florida State Road A1A und führt von dort zuerst in die nahe Großstadt Jacksonville und kreuzt dort die Interstate 295. Weiter westlich wird der Osceola National Forest durchquert und erreicht Lake City. Wenige Kilometer nach der Stadt kreuzt die Interstate  75.
Über Live Oak, Madison und Monticello wird die Hauptstadt Tallahassee erreicht, wo der U.S. Highway 27 kreuzt. Hinter Tallahassee kreuzt der Highway 90 die parallel verlaufende Interstate 10 und verläuft fortan nördlich davon durch den gesamten Florida Panhandle bis Pensacola.
Dort teilt sich der Highway 90 in den Highway 90, der durch die Stadt hindurch führt und den Alternate US 90, der eine nördliche Umgehung der Stadt bildet. Nach dem Hurrikan Ivan, bei dem die Brücke der Interstate 10 zerstört wurde, war der Highway 90 die einzige Verbindung Pensacolas nach Osten.
Der Highway 90 führt durch die Verwaltungsstädte aller 15 durchfahrenen Counties in Florida und ist auf dem gesamten Verlauf durch den Staat niemals weiter als zehn Kilometer von der Interstate 10 entfernt.

### Alabama
Das Durchqueren Alabamas durch den Highway 90 ist in erster Linie vom Passieren der Mobile Bay auf der Cochrane-Africatown USA Bridge gekennzeichnet. Bis zur Fertigstellung der Brücke verlief der Highway durch die Stadt Mobile.

### Mississippi
Vor dem Durchzug von Hurrikan Katrina war der Abschnitt des Highways 90 durch Mississippi eine sehr kurze, vierspurig ausgebaute Strecke, die an der Brücke über den Pearl River den Staat in Richtung Louisiana wieder verließ. Danach verlängerte sich die ursprünglich nur 42 km lange Strecke durch die Zerstörung vieler Brücken durch Hurrikan Katrina gewaltig.
Inzwischen ist der größte Teil der Strecke durch reparierte und neue Brücken wiederhergestellt, wenn auch noch nicht alle Schäden restlos beseitigt werden konnten.

Überquerung des Bayou des Allemands nahe der Stadt Des Allemands in Louisiana

### Louisiana
Unmittelbar nach der Staatsgrenze erreicht man die Vororte von New Orleans. Nach Durchquerung der Innenstadt verlässt der Highway 90 die Stadt über den Westbank Expressway in südwestlicher Richtung. Über Morgan City, Franklin und New Iberia führt der Highway nach Lafayette. Westlich von Lafayette erreichen die Interstate 10 und der Highway 90 hinter Lake Charles über eine Brücke gemeinsam den Staat Texas.

### Texas
Bei Orange erreicht der Highway 90 texanischen Boden. Über Beaumont, Dayton und Crosby führt der weitere Weg nach Houston. Der Abschnitt von Orange verläuft deckungsgleich mit der Interstate 10.

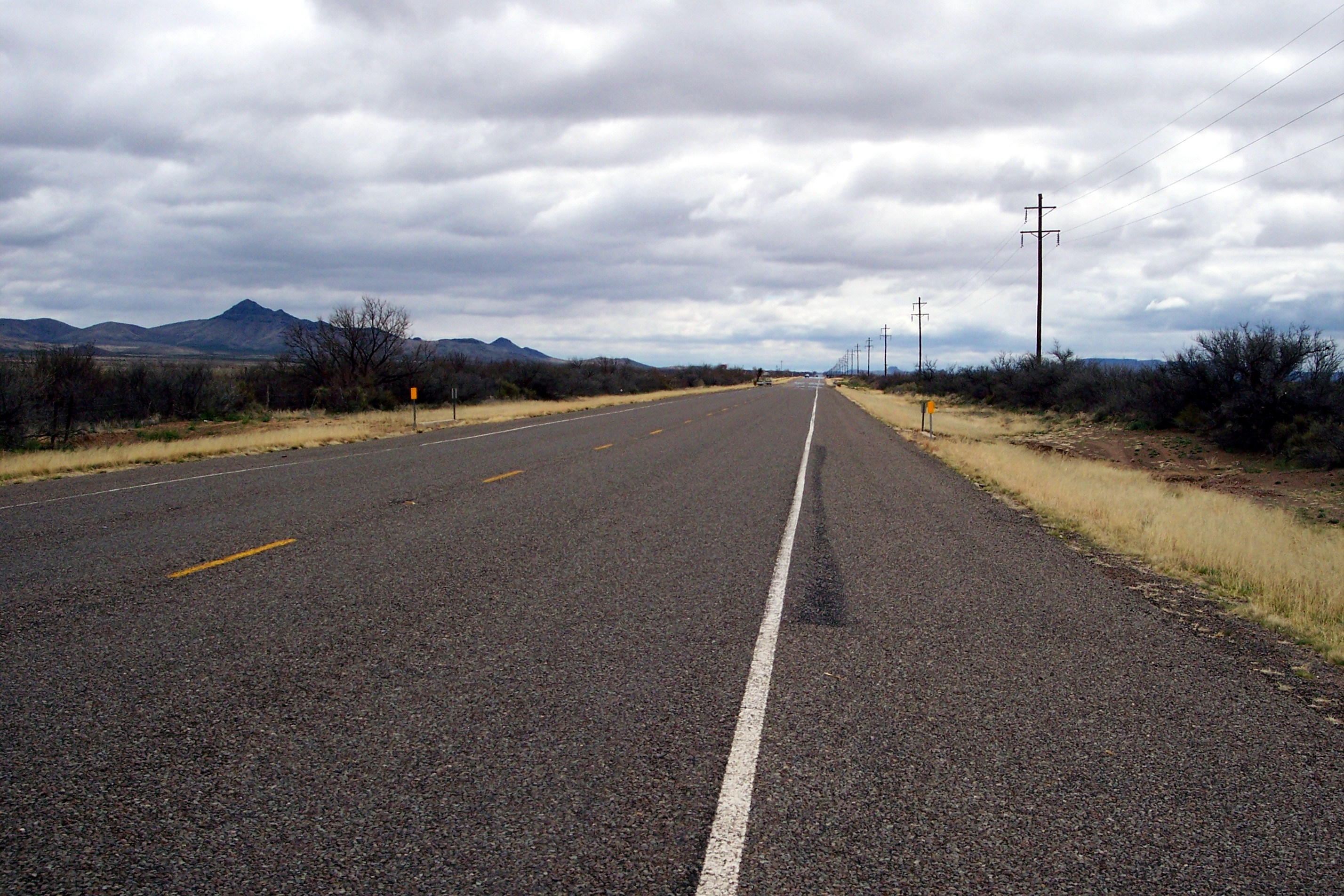
US 90 südlich von Van Horn

Östlich von Houston ist der Highway 90 im Harris County als Crosby Freeway autobahnähnlich ausgebaut.
Der Highway 90 teilt sich in Houston in eine südlich verlaufende Route als Highway 90 Alternate und den nördlichen eigentlichen Highway 90 auf. Während die eigentliche Route parallel zu Interstate 10 verläuft, führt die Alternativroute durch die Städte Rosenberg (wo der U.S. Highway 59  kreuzt), Hallettsville und Gonzales nach Seguin. Dort vereinigen sich beide Routen wieder und führen nach San Antonio.  Von dort führt der Highway durch den dünn besiedelten Westen von Texas zu seinem Endpunkt bei Van Horn.

## Geschichte

### Hurrikan Katrina
Die Brücken zwischen Bay Saint Louis und Pass Christian sowie zwischen Biloxi und Ocean Springs in Mississippi sind im August 2005 durch den Hurrikan Katrina zerstört worden. Der Abschnitt, der über den Battleship Parkway in Alabama verläuft, sind stark beschädigt worden. Im Harrison County wurden große Teile des Highways einschließlich der Brücken zerstört oder beschädigt, das Straßenbett ist stellenweise unterspült worden.
Die Rigolets Bridge und die Chef Menteur Bridge im Osten von New Orleans sind zerstört, inzwischen aber wieder repariert worden. Teile des Highways im Stadtgebiet von New Orleans waren durch Überflutung unpassierbar geworden.
In der Mitte des Jahres 2006 begannen die Bauarbeiten für eine neue Brücke in Bay St. Louis, die im Januar 2008 wieder vollständig befahren werden konnte. Die neue 26 m hohe Brücke war im Mai 2007 teilweise freigegeben worden, was das Ende des zeitweiligen Fährverkehrs bedeutete.
Im Juni 2006 wurde der Bau einer neuen 338,6 Millionen Dollar teuren Brücke von Biloxi nach Ocean Springs beschlossen. Die Brücke sollte 29 m hoch sein, sechs Fahrspuren sowie einen Fuß- und Radweg haben. Im November 2007 erfolgte die erste Teileröffnung. Die endgültige Fertigstellung war für April 2008 geplant.

## Zukunft
Es ist geplant, den Abschnitt zwischen Lafayette und New Orleans auszubauen und Interstate 49 zu nennen.